# Massimo Bonomi
Pour les articles homonymes, voir Bonomi.
Pas d'image ? Cliquez ici

a Compétitions nationales et continentales officielles uniquement.

b Matchs officiels uniquement.
 Massimo Bonomi  est un ancien joueur de rugby à XV, né le 22 juin 1967 à Brescia (Italie).

## Biographie
Massimo Bonomi a joué pour l'équipe d'Italie, au poste de centre. 
Il a honoré sa première cape internationale le 2 avril 1988 à Milan avec l'équipe d'Italie pour une défaite 12-3 contre la Roumanie. Un peu plus tôt, il avait pour la première fois revêtu le maillot 'azzurro' contre France XV (le 7 février 1988), mais ce match n'était pas une cape officielle.
Il joue deux matchs de la Coupe du monde de rugby 1991, un match de la Coupe du monde de rugby 1995.

## Palmarès
- Championnat d’Italie 1991-1993-1995-1996, Coupe d'Italie 1995

## Sélection nationale
- 34 sélections avec l'Italie
- 93 points
- 6 essais, 5 transformations, 13 pénalités, 5 drops
- Sélections par année : 2 en 1988, 4 en 1990, 7 en 1991, 2 en 1992, 5 en 1993, 6 en 1994, 7 en 1995, 2 en 1996.
- Coupes du monde disputées : 1991 (2 matchs, 1 comme titulaire), 1995 (1 match, 1 comme titulaire).